# Orlando Bordón
Orlando Bordón (Asunción, 7 agosto 1986) è un ex calciatore paraguaiano, di ruolo centrocampista.

## Carriera
In carriera ha giocato 5 partite nella fase a gironi della Coppa Libertadores.